# Heinrich III. von Schauenburg
Heinrich von Schauenburg († 25. Januar 1508) war als Heinrich III. von 1473 bis zu seinem Tod 1508 Bischof von Minden.

## Familie
Heinrich war ein Graf aus dem Haus Schauenburg, die regelmäßig in Minden den Bischof stellten. Er war ein jüngerer Sohn des von 1426 bis 1464 über Holstein-Pinneberg regierenden Grafen Otto II. von Holstein-Schauenburg (* 1400 † 2. Juni 1464) und seiner 1418 angetrauten Frau Elisabeth (* um 1400 † nach 20. Januar 1471) aus dem Haus von Honstein.

## Bischof von Minden
Heinrich wurde am 6. Mai 1473 zum Bischof bestellt und am 30. Juli 1473 vom Papst bestätigt. Erst danach, am 20. März 1474, wurde er zum Priester geweiht und am 1. Mai 1474 zum Bischof.
Heinrich sprach Blasheim 1491 das volle Pfarrrecht zu. Aus dem Kirchweihfest der daraufhin ausgebauten Marienkirche ging der bis heute bestehende Blasheimer Markt hervor.